# Winkler+Noah
Romina Raffaelli (Roma, 14 maggio 1975) e 
Stefano Marini (Roma, 30 giugno 1974) sono una coppia di fotografi e registi italiani, conosciuti con lo pseudonimo Winkler+Noah. Famosi per i loro lavori artistici, hanno realizzato fotografie per molte campagne pubblicitarie di grandi aziende internazionali come Nestlé, Bmw, Gatorade, Moleskine e Juventus. Tra i lavori più importanti ricordiamo "The Puppet Show" e "Awakening".

## Biografia
Alla fotografia e alla regia la coppia arriva dopo un lungo percorso come graphic designer e art director, durante il quale approfondiscono l'uso delle fonti di luce da parte dei pittori fiamminghi e in particolare di Caravaggio, che rimane la loro fonte di ispirazione principale.
Il magazine tedesco Lurzer's Archive li ha inclusi nella top 10 dei fotografi mondiali e nella Top 10 mondiale degli artisti digitali.
I loro lavori hanno ricevuto riconoscimenti e premi internazionali come il leone d'argento al Festival della Pubblicità di Cannes e hanno tenuto mostre in tutto il mondo.

## Opere principali
Beyond The Body, 2019
Nel 2019 realizzano per Real Time e We Are Social il progetto fotografico Beyond the Body volto a sensibilizzare gli spettatori sul tema dell'obesità in Italia. Il lavoro fotografico vede coinvolti quattro tra i migliori artisti italiani contemporanei: lo streetwriter Millo, l'illustratrice Elisa Macellari, il calligrafo Nicolò Visioli e la tatuatrice Amanda Toy ed ha ampia eco sulla stampa nazionale.
Nelle foto sono ritratte quattro persone con il corpo quasi totalmente coperto dal bodypainting con disegni e frasi che riportano alle storie personali di ognuno di loro.
Il progetto viene esposto a Milano nella Galleria di Fondazione Forma per la Fotografia.
Shortlife, 2017-2009
Shortlife è un progetto fotografico e artistico durato quasi otto anni, curato da Alessandra Redaelli ed è stato esposto allo Studio 12 di Milano all’interno della Personale Awakening. In Shortlife dei corpi nudi e solo apparentemente privi di vita sono adagiati in panorami incontaminati.
The Witness, 2010-2009 
Nel 2010 vede la luce il progetto fotografico The Witness, in concomitanza con il ventennale della caduta del muro di Berlino. La coppia creativa realizza un'installazione composta da 20 gigantografie di ragazzi di venti anni, con gli occhi coperti da un velo bianco che rappresenta la cecità. Questi closeup sui volti simboleggiano la generazione nata e cresciuta a Berlino Est nel periodo del muro e per questo motivo "cieca" di fronte agli avvenimenti che succedevano al di fuori. The Witness ha ricevuto la copertina del magazine coreano Blink ed è stato esposto alla Sabina Lee Gallery di Losa Angeles e Seoul.
Il periodo compreso tra il 2009 e il 2008 è molto fecondo di lavori e progetti, e sancisce la maturità artistica di Winkler+Noah con le esposizioni in gallerie internazionali e la partecipazione alla collettiva all'Accademia di Brera con una delle foto del progetto 'The Puppet Show'.
Nudes, 2009
Nudes è un progetto che esplora il corpo delle donne in maniera inusuale perché le ragazze sono ritratte con espressioni scanzonate. Il progetto è stato premiato con il Grand Prix del Nude Awards di New York ed è stato esposto alla Farmani Gallery a Dumbo (Brooklyn).
And Eternally Made New, 2009
Nelle opere del progetto And Eternally Made New, vediamo una giovane Elena Cucci indossare i panni di una sposa, raccontando in maniera ironica il matrimonio e le sue sfaccettature. Il progetto ha avuto grande eco mediatica in Russia grazie alla pubblicazione sul magazine Free Hugs ed ha ricevuto una Honorable Mention al Color Award di Londra.
The Puppet Show, 2006-2008
Nel progetto The Puppet Show i protagonisti sono i bambini, trasformati con due semplici segni sul mento in dei burattini. Barbara Mastroianni, che ha redatto l'introduzione del libro di Winkler+Noah, ha visto nel progetto una chiara critica alla spettacolarizzazione dell'infanzia da parte dei mezzi di comunicazione e della pubblicità.

## Mostre
- Personali:
- Beyond the Body[22], a cura di Real Time e We are Social, Fondazione Forma per la Fotografia, Milano
- Awakening - Studio 12, Milano
- The Puppet Show - Galleria Artepensiero, Milano
- Collettive:
- Farmani Gallery, New York
- Sabina Lee Gallery, Los Angeles
- Accademia di Brera, Milano
- Wannabee Gallery, Milano
- Campaign Magazine Show, London
- Sabina Lee Gallery, Seoul

## Premi e riconoscimenti
- 200 Best Photographers Worldwide dal 2004 al 2019, Germania
- 200 Best Digital Artists Worldwide dal 2013 al 2019, Germania
- Leone d'Argento, Festival della Pubblicità di Cannes 2010, Francia[23]
- Shortlist, Festival della Pubblicità di Cannes 2008, Francia
- New York Festivals, USA
- American Photography, USA
- Hasselblad Masters, Danimarca
- EPICA Silver Photography Award
- Px3 Prix de la Photographie, Francia
- IPA, Los Angeles, USA
- Communication Arts, USA
- Eurobest
- Argento per la Fotografia, ADCI Awards, Italia
- Campaign, UK
- Campaign, India
- The Lucie Award, Los Angeles, USA

## Libri
- Winkler+Noah, 2016 - Sold Out
- Awakening, 2010 - Sold Out
- The Puppet Show, 2009 - Sold Out